# 王永生 (1952年)
王永生（1952年1月—），男，山东济南人，中国人民解放军中将。

## 生平
1969年入伍，历任中国人民解放军总参谋部测绘局干事、中国人民解放军总参谋部政治部干部部部长。1997年任中国人民解放军总参谋部政治部副主任，2006年1月任中国人民解放军总参谋部技术侦察部政委，2009年12月任国防大学副校长。
2011年7月晋升中国人民解放军中将。2014年7月任武警部队副司令员。